# Ламбас
Ламбас (рос. Ламбас) — селище в Верхньотоємському районі Архангельської області Російської Федерації.
Населення становить 242 особи. Входить до складу муніципального утворення Верхньотоємський муніципальний округ.

## Історія
До 1 червня 2021 року входило до складу муніципального утворення Горковське муніципальне утворення.

## Населення
| 2002 | 2010 |
| ---- | ---- |
| 419  | ↘242 |